# Marcel Glauche

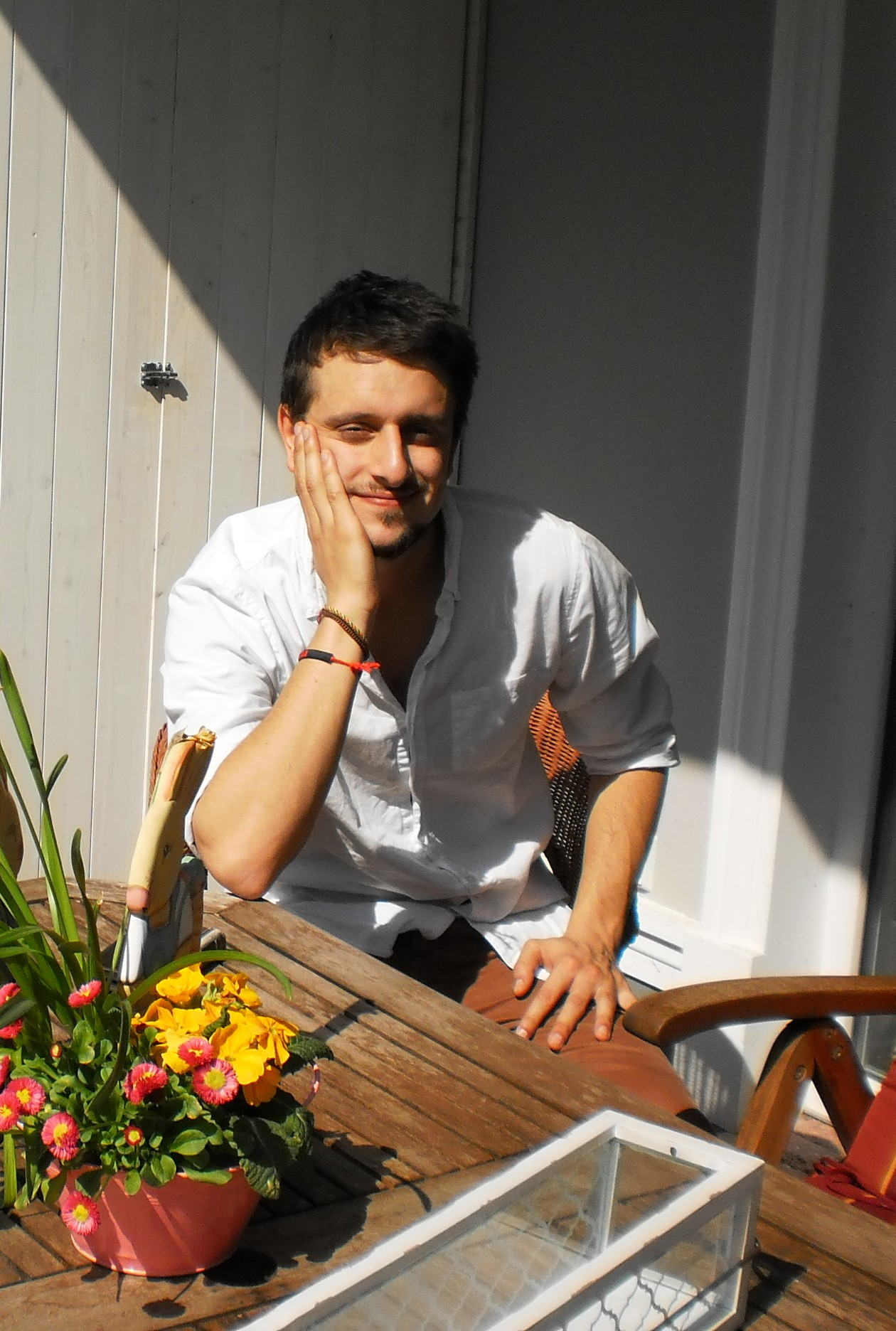
Marcel Glauche 2014

Marcel Glauche (* 24. Dezember 1990 in Hamburg) ist ein deutscher Schauspieler und Regisseur.

## Leben und Wirken
Marcel Glauche ist der Sohn eines Sportjournalisten. Seine Mutter ist selbständige Editorin im Medienbereich. Glauche hat eine jüngere Schwester und wuchs in Hamburg-Sasel auf. Er besuchte das Gymnasium Grootmoor sowie von 2007 bis 2008 die Henley High School in Adelaide (Australien). Schon während seiner Schulzeit stand er auf der Theaterbühne seines Gymnasiums und führte dabei teilweise auch Regie. In Hamburg legte er 2010 sein Abitur ab.
2009 besuchte er die Schule für Schauspiel Hamburg, brach jedoch die Ausbildung nach einigen Wochen ab um für TV-Formate vor der Kamera zu stehen.
Im Jahr 2011 gewann er den Deutschen Werbefilmpreis als bester Schauspieler in der Kategorie Cast für den Spot „Check dein Profil, bevor es andere tun!“ Seither ist Glauche in vielen Werbespots im TV und Kino zu sehen.
Glauche gründete 2011 seine eigene kleine Produktionsfirma „The Coco Banana Company“, mit der er Videos für Firmen, wie Red Bull und Musiker, wie Eljot Quent produzierte.
Seit 2012 ist Glauche bei der Agentur „More than actors“ von Claudia Neidig unter Vertrag.
2012 erhielt er eine Hauptrolle in der Daily-Soap Hotel 13 von Nickelodeon, in der er von 2012 bis 2014 als Kochazubi „Flo“ zu sehen war. Noch im selben Jahr begannen für Glauche die Dreharbeiten für die vierteilige TV-Reihe Alle Jahre wieder des NDR, die 2013 ausgestrahlt wurde. Nach Abschluss der Dreharbeiten zu dem Film Patong Girl drehte Glauche 2013 seinen ersten Kurzfilm als Drehbuchautor, Produzent und Regisseur über das Thema Gentrifizierung mit dem Titel Zwangsräumung.

## Auszeichnungen
- 2011: Gewinner des Deutschen Werbefilmpreises in der Kategorie „Bester Schauspieler“[1]

## Filmografie (Auswahl)
- 2009: Gegen die Wand
- 2009: The Recall
- 2010: Zwei Wurzeln viel Moos
- 2010: Unter Marspforten
- 2010: MEK 8 (Fernsehserie)
- 2011: The Ultimative SuperHero Blog
- 2012: Küstenwache (Fernsehserie, Folge 15x18)
- 2012: SOKO Wismar (Fernsehserie, Folge 9x07)
- 2012–2014: Hotel 13 (Fernsehserie, 125 Folgen)
- 2013: Alle Jahre wieder (Miniserie, Folge 1x02)
- 2013: Patong Girl
- 2014: Aktenzeichen XY … ungelöst (Fernsehserie, 1 Folge)
- 2014, 2017: Großstadtrevier (Fernsehserie, Folgen 27x05, 31x02)
- 2014: Letzte Spur Berlin (Fernsehserie, Folge 3x11)
- 2014: Zwangsräumung (Kurzfilm)
- 2015: Weinberg (Miniserie)
- 2016: Tierärztin Dr. Mertens (Fernsehserie, 8 Folgen)
- 2016: Gutes Wedding, Schlechtes Wedding (Fernsehserie, 4 Folgen)
- 2017: Alarm für Cobra 11 – Die Autobahnpolizei (Fernsehserie, Folge 42x02)
- 2017: Hausbau mit Hindernissen
- 2018: SOKO Köln (Fernsehserie, Folge 15x06)
- 2018: Amokspiel
- 2019: Scheidung für Anfänger
- 2019: Morden im Norden – Herzweh (Fernsehserie, Folge 6x13)
- 2019: Hotel Heidelberg: … Wer sich ewig bindet
- 2019: Hotel Heidelberg: Wir sind die Neuen

## Theater
- 2009: Alice (Hamburger Sprechwerk)
- 2009: Hip Hop Oper – Leonce und Lena (Altonale)